# Hertz (biludlejning)
 For alternative betydninger, se Hertz (flertydig). (Se også artikler, som begynder med Hertz)
The Hertz Corporation (også benævnt Hertz Rent A Car eller som i Danmark blot Hertz) er et amerikansk biludlejningsfirma med hovedkvarter i Park Ridge, New Jersey.
Firmaet blev grundlagt i Chicago i 1918 af Walter L. Jacobs. I 1923 blev selskabet købt af John D. Hertz, der gav firmaet sit nuværende navn. Firmaet blev etableret i Danmark i 1959. Firmaet tilbyder i dag udlejning af personbiler og varevogne på korttidsleje eller leasing. Har også delebiler og udlejer også materiel og andet udstyr.
Hertz er verdens største biludlejningsfirma målt på volumen af almindelige personbiler, men er samlet set nr. 2 efter Enterprise rent-a-car. Firmaet har 5.100 afdelinger over hele verden.
Firmaet ejerkreds har siden stiftelsen været omskiftelig. Hertz har således været ejet af blandt andet General Motors, RCA og af United Airlines. Selskabet har endvidere været et børsnoteret selskab, men blev taget af børsen af Ford Motor Company i forbindelse med Fords overtagelse af samtlige aktier i selskabet i 1994. Ford afhændede dog selskabet igen i 2005 til en kapitalfond, der kort efter atter lod selskabet notere på New Yorks fondsbørs.